# Nazionale maschile under 18 di calcio della Norvegia
La Nazionale norvegese di calcio Under-18, i cui calciatori sono soprannominati U18-landslaget, è la rappresentativa calcistica Under-18 della Norvegia ed è posta sotto l'egida della Norges Fotballforbund. L'attività di questa selezione si sviluppa in cicli annuali nei quali, attraverso un girone di qualificazione, l'obiettivo è di partecipare all'Europeo Under-18 che si tiene ogni anno. Nella gerarchia delle Nazionali calcistiche giovanili norvegesi è posta prima della Nazionale Under-17 e dopo la Nazionale Under-19.

## Convocazione più recente
Lista dei convocati per la partita contro Finlandia e Polonia, previste rispettivamente in data 8 e 11 novembre 2017.
Le presenze sono aggiornate all'11 novembre 2017.
| N. | Pos. | Giocatore              | Data nascita (età) | Pres. | Reti | Squadra           |
| -- | ---- | ---------------------- | ------------------ | ----- | ---- | ----------------- |
| 1  | P    | Emil Ødegaard          | 29 aprile 1999     | 9     | -?   | Levanger          |
| 2  | D    | Christian Borchgrevink | 11 maggio 1999     | 10    | 3    | Vålerenga         |
| 4  | D    | Tord Johnsen Salte     | 8 febbraio 1999    | 12    | 0    | Olympique Lione 2 |
| 5  | D    | Leo Skiri Østigård     | 28 novembre 1999   | 10    | 1    | Molde             |
| 6  | C    | Adnan Hadzić           | 8 marzo 1999       | 9     | 0    | Start             |
| 7  | C    | Hugo Vetlesen          | 29 febbraio 2000   | 9     | 1    | Stabæk            |
| 8  | C    | Emil Bohinen           | 12 marzo 1999      | 11    | 0    | Stabæk            |
| 9  | A    | Abdul-Basit Agouda     | 26 maggio 1999     | 12    | 5    | Strømsgodset      |
| 9  | A    | Eman Marković          | 8 maggio 1999      | 13    | 5    | Molde             |
| 11 | C    | Jens Petter Hauge      | 12 ottobre 1999    | 14    | 1    | Bodø/Glimt        |
| 12 | P    | Julian Faye Lund       | 20 maggio 1999     | 3     | -4   | Levanger          |
| 13 | D    | Morten Renå Olsen      | 2 giugno 1999      | 12    | 0    | Stabæk            |
| 15 | D    | Arnar Thor Gudjonsson  | 28 gennaio 1999    | 2     | 0    | Strømsgodset      |
| 16 | D    | Tobias Børkeeiet       | 18 aprile 1999     | 7     | 0    | Stabæk            |
| 17 | C    | Martin Tangen Vinjor   | 29 settembre 1999  | 12    | 2    | Kongsvinger       |
| 18 | C    | Tobias Svendsen        | 31 agosto 1999     | 10    | 2    | Molde             |
| 19 | A    | Erling Braut Håland    | 21 luglio 2000     | 6     | 6    | Molde             |
| 20 | C    | Simen Bolkan Nordli    | 25 dicembre 1999   | 2     | 2    | HamKam            |
| 21 | A    | Kristoffer Velde       | 9 settembre 1999   | 2     | 1    | Haugesund         |
| 22 | D    | Nicholas Mickelson     | 24 luglio 1999     | 8     | 0    | HamKam            |